# Nicky Hayden

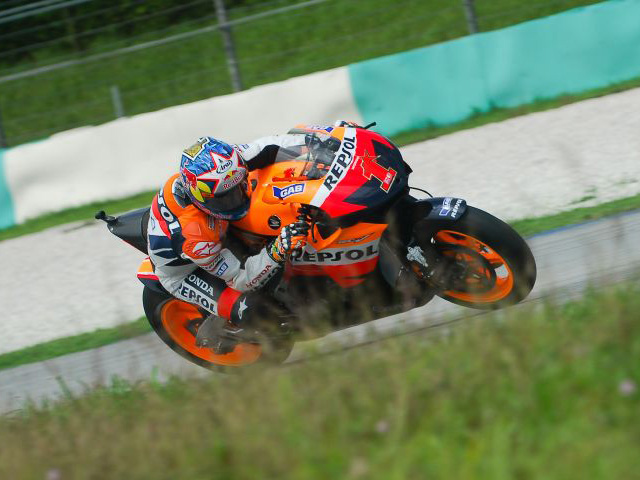
Hayden, försäsongen 2007.

Nicholas Patrick "Nicky" Hayden, född 30 juli 1981 i Owensboro i Kentucky, USA, död 22 maj 2017 i Cesena i Italien, var en amerikansk roadracingförare. Han blev världsmästare i MotoGP 2006. Hayden körde MotoGP från 2003 till 2015 och tävlade sedan i Superbike-VM för Honda från 2016 fram till sin död 2017. Hayden avled 2017 i Italien efter att ha blivit påkörd av en bil under en cykeltur.

## Karriär
Hayden kom från en racingfamilj och blev 2002 amerikansk mästare i Superbike. Inför säsongen 2003 hade han många erbjudanden och valde att bli teamkamrat med världsmästaren Valentino Rossi för Honda när MotoGP-reglementet som gynnade fyrtaktsmotorer infördes. Första Grand Prix-segern kom säsongen 2005 på hemmabanan Laguna Seca Raceway. Efter den framgången tillhörde Hayden toppskiktet och slutade trea totalt i VM.
Hayden blev världsmästare i "kungaklassen" MotoGP säsongen 2006, endast fem poäng före Valentino Rossi. Hayden drog ifrån konkurrenterna under säsongen med segrar i TT Assen och Laguna Seca som höjdpunkter. Efter segern i USA:s Grand Prix tappade dock Hayden lite fart och resultaten försämrades något. Samtidigt började Rossi köra bättre och ta in på Hayden i sammandraget. I det näst sista Grand Prixet i Portugal på Estoril kolliderade Hayden med sin teamkamrat Dani Pedrosa (som också hade en teoretisk chans att bli världsmästare). Plötsligt var Hayden 8 poäng efter Rossi, men dennes vurpa i sista deltävlingen gjorde att Hayden genom att komma trea kunde bärga VM-titeln.
Roadracing-VM 2007 var Hayden och hans Honda inte konkurrenskraftiga. Det blev en åttondeplats i VM-tabellen med tre tredjeplatser som blygsamma höjdpunkter. Även Roadracing-VM 2008 började illa för Hayden. På Assen såg han ut att bli trea men bränslebrist på sista varvet gjorde att han rullade in som fyra. Andra halvan av säsongen såg bättre ut med två pallplatser och en slutlig sjätteplats i VM.
Efter säsongen lämnade han Honda för Ducati, där han blev stallkamrat med 2007 års världsmästare Casey Stoner. Hayden fortsatte för Ducati fram till Roadracing-VM 2013. Han fick inte förnyat förtroende hos Ducati och körde istället Roadracing-VM 2014 för Aspar Team på en Honda enligt de "öppna" reglerna. Hayden plågades av en skada i höger handled som han opererade och därför missade fyra deltävlingar. Hayden fortsatte hos Aspar 2015 utan större framgång. Inför Japans Grand Prix berättade Hayden att hans skulle sluta tävla i MotoGP och istället från 2016 köra i Superbike-VM för Hondas fabrikstall Ten Kate Racing. Vid sitt sista Grand Prix som ordinarie förare, Valencia, togs Hayden in i MotoGP:s Hall of Fame.

### Superbike
Hayden anpassade sig rätt bra till Superbike. Han tog sin första pallplats (3:a) i säsongens fjärde deltävling på TT Circuit Assen i april. Han tog sin första heatseger 15 maj 2016 på en regnig Sepang International Circuit. Hayden kom på femte plats i VM, några poäng efter stallkamraten Michael van der Mark. Hayden gjorde även två inhopp i MotoGP för de skadade Honda-förarna Jack Miller och Dani Pedrosa. Hayden fortsatte hos Ten Kate Honda 2017 med Stefan Bradl som ny stallkamrat. Hans sista lopp blev deltävlingen i Italien på Imolabanan 14 maj 2017.

### Död
Hayden skadades svårt i en trafikolycka i Italien den 17 maj 2017. Han tränade på cykel när han blev påkörd av en bil och ådrog sig bland annat svåra skallskador. Han vårdades sedan på sjukhus och avled 22 maj, 35 år gammal.

### VM-säsonger
| Säsong | Klass     | VM- plac. | Poäng | 1/2/3- plac. | Starter | Motorcykel | Team                                       | Startnr |
| ------ | --------- | --------- | ----- | ------------ | ------- | ---------- | ------------------------------------------ | ------- |
| 2003   | MotoGP    | 5         | 130   | - / - / 2    | 16      | Honda      | Repsol Honda                               | 69      |
| 2004   | MotoGP    | 8         | 170   | - / - / 2    | 15      | Honda      | Repsol Honda Team                          | 69      |
| 2005   | MotoGP    | 3         | 206   | 1 / 2 / 3    | 17      | Honda      | Repsol Honda Team                          | 69      |
| 2006   | MotoGP    | 1         | 252   | 2 / 5 / 6    | 17      | Honda      | Repsol Honda Team                          | 69      |
| 2007   | MotoGP    | 8         | 127   | - / - / 3    | 18      | Honda      | Repsol Honda Team                          | 1       |
| 2008   | MotoGP    | 6         | 155   | - / - / 1    | 16      | Honda      | Repsol Honda Team                          | 69      |
| 2009   | MotoGP    | 13        | 104   | - / - / 1    | 17      | Ducati     | Ducati Marlboro Team                       | 69      |
| 2010   | MotoGP    | 7         | 163   | - / - / 1    | 18      | Ducati     | Ducati Team                                | 69      |
| 2011   | MotoGP    | 8         | 132   | - / - / 1    | 17      | Ducati     | Ducati Team                                | 69      |
| 2012   | MotoGP    | 9         | 122   | - / - / -    | 16      | Ducati     | Ducati Team                                | 69      |
| 2013   | MotoGP    | 9         | 126   | - / - / -    | 18      | Ducati     | Ducati Team                                | 69      |
| 2014   | MotoGP    | 16        | 47    | - / - / -    | 13      | Honda      | Drive M7 Aspar                             | 69      |
| 2015   | MotoGP    | 20        | 16    | - / - / -    | 18      | Honda      | Aspar MotoGP Team                          | 69      |
| 2016   | Superbike | 5         | 248   | 1 / - / 3    | 28      | Honda      | Ten Kate Honda                             | 69      |
| 2016   | MotoGP    | 26        | 1     | - / - / -    | 2       | Honda      | Estrella Galicia 0,0 Marc VDS Repsol Honda | 69      |
| 2017   | Superbike |           | 40    | - / - / -    | 10      | Honda      | Ten Kate Honda                             | 69      |

## Framskjutna placeringar MotoGP
| Nr | Grand Prix | År   |
| -- | ---------- | ---- |
| 1  | USA        | 2005 |
| 2  | TT Assen   | 2006 |
| 3  | USA        | 2006 |

| Nr | Grand Prix   | År   |
| -- | ------------ | ---- |
| 1  | Australien   | 2005 |
| 2  | Valencia     | 2005 |
| 3  | Qatar        | 2006 |
| 4  | Kina         | 2006 |
| 5  | Katalonien   | 2006 |
| 6  | Indianapolis | 2008 |

| Nr | Grand Prix   | År   |
| -- | ------------ | ---- |
| 1  | Pacific      | 2003 |
| 2  | Australien   | 2003 |
| 3  | Brasilien    | 2004 |
| 4  | Tyskland     | 2004 |
| 5  | Tyskland     | 2005 |
| 6  | Qatar        | 2005 |
| 7  | Turkiet      | 2005 |
| 8  | Spanien      | 2006 |
| 9  | Turkiet      | 2006 |
| 10 | Italien      | 2006 |
| 11 | Tyskland     | 2006 |
| 12 | Valencia     | 2006 |
| 13 | Holland      | 2007 |
| 14 | Tyskland     | 2007 |
| 15 | Tjeckien     | 2007 |
| 16 | Australien   | 2008 |
| 17 | Indianapolis | 2009 |
| 18 | Aragonien    | 2010 |
| 19 | Spanien      | 2011 |

| Nr | Grand Prix | År   |
| -- | ---------- | ---- |
| 1  | USA        | 2005 |
| 2  | Tyskland   | 2005 |
| 3  | Australien | 2005 |
| 4  | Australien | 2006 |
| 5  | Portugal   | 2007 |

| Nr | Grand Prix     | År   |
| -- | -------------- | ---- |
| 1  | Malaysia       | 2005 |
| 2  | Qatar          | 2005 |
| 3  | Katalonien     | 2006 |
| 4  | Nederländerna  | 2006 |
| 5  | Portugal       | 2007 |
| 6  | Australien     | 2008 |
| 7  | Storbritannien | 2011 |

## Segrar World Superbike
| Nr | Bana   | Heat | År   |
| -- | ------ | ---- | ---- |
| 1  | Sepang | 1    | 2016 |